# 神矢粛一
神矢 粛一（かみや しゅくいち、嘉永2年（1849年） - 大正8年（1919年）1月5日）は、今の兵庫県出身の教育者。

## 人物
- 但馬（兵庫県）城崎郡大磯村出身。東京師範学校を卒業した後、兵庫師範学校（神戸師範学校）の校長心得（1878年6月-1878年11月）となる。その後、豊岡小学校（豊岡市立豊岡小学校）の初代校長などを経て、明治24年には兵庫小学校の校長となる。

- 小学校の増設を訴え、兵庫教育協会、神戸教育会の創立にも加わった。また、水泳教育の充実をはかり、付属水泳場をもうけた。

## 親族
- 出典は人事興信録の4巻と、8巻より。

- 弟：沖野忠雄（豊岡藩士沖野春水の次男）
  - 妻・ふて（ふで。猪子清の長女で、沖野の妻）
- 娘：神矢ふみ（神矢粛一の2女）
  - 森垣亀一郎（ふみの夫）
- 娘：神矢ふく（神矢粛一の3女）
  - 藤井正太郎（福子の夫。藤井得三郎の息子）

### 縁者
- 猪子止戈之助（ふての兄）[1][2]

- 猪子吉人（ふての弟）
- 藤井米次郎（龍角散の2代得三郎。正太郎の義兄）